# Ebbs
Ebbs é um município da Áustria, situado no distrito de Kufstein, no estado do Tirol. Tem 39,98 km² de área e sua população em 2019 foi estimada em 5.628 habitantes.